# Tzefa Shiryon
De Tzefa Shiryon (Hebreeuws: צפע שריון) (gepantserde adder) is een middel om mijnenvelden te ruimen, dat in de jaren 70 werd ontwikkeld door de Yaftah-eenheid onder bevel van David Laskov. Het apparaat wordt gebruikt door het geniekorps van het Israëlisch defensieleger en het effect ervan wordt als bijzonder destructief beschouwd.

## Ontwerp
De Tzefa Shiryon is een apparaat dat een raket lanceert gevuld met explosief materiaal dat is bevestigd aan een ketting met C-4-ladingen eraan gekoppeld. De raket wordt gelanceerd met de ketting naar de rand van het mijnenveld en explodeert dan samen met de ketting. De gecombineerde kracht van de explosie creëert een zeer sterke druk in de grond die ervoor zorgt dat alle mijnen in de omgeving exploderen (die werken op een kortstondig drukactiveringsmechanisme), en een schone doorgang creëert van 120 meter lang en 6-8 meter breed.
In het verleden werd de Tzefa Shiryon geïnstalleerd in de achterkant van de M3 Zhalam die door de IDF werd gebruikt. Later, met de ombouw van de formatie naar pantserwiel voertuigen, werden voor de Tzefa Shiryon karren ontwikkeld die achter een gepantserd gevechtsvoertuig zoals een tank of een technische pantserwielvoertuig (bijvoorbeeld de PUMA) worden gesleept. Er zijn twee modellen van Tzefa Shiryon: een model met één loop en een Tzefa Shiryon B met twee lopen met 7,6 ton massa. Aan de zijkant van het chassis, dat hem verbindt met de RCM, bevindt zich een kabel die het lanceersysteem verbindt met het vuurleidingssysteem.

## Vergelijkbare systemen
Er is een kleiner model voor de infanterie, genaamd de "Infanterieslang", evenals een soortgelijk systeem voor de infanterie, het "Gouden Pad" genoemd en is bedoeld voor gebruik in nauwe en opgesloten steegjes.
Kar 34 was een kar getrokken door een tank, meestal een tank met een grondschuiver voor het egaliseren van mijnen in een mijnenveld. In de kar zat een ketting van ladingen in de vorm van een stoffen hoes waarbinnen de ladingen met elkaar verbonden waren.
In 2008 kocht de IDF een soortgelijk systeem voor het doorbreken van mijnenvelden genaamd "Ontvoerder", dat ook wordt voortgetrokken door een kar en ook kan worden bediend met behulp van de M-113 APC's van de reservetroepen.

## Operationele geschiedenis
Het meest bekende gebruik van Tzefa Shiryon vond plaats tijdens de Libanonoorlog (1982). Fini Dagan, rukte met zijn troepen op naar de straten van Beiroet met een "gepantserde Gier". De straat werd afgezet en veel terroristen barricadeerden zich in huizen en maakten een hinderlaag. Dagan besloot de troepen niet te riskeren en beval de straat vrij te maken door een raket af te vuren. De explosie was verwoestend en alle huizen aan weerszijden van de straat werden verwoest door de vrijgekomen kracht. Na de actie werd Dagan gepromoveerd tot de rang van luitenant-kolonel.
In de Conflict in de Gazastrook 2008-2009 gebruikte een gevechtstechniek de SDF om de nederzetting van Maroon al-Ras te vernietigen. Volgens schattingen kwamen bij de explosie tientallen Hezbollah-strijders om het leven die in de nederzetting hadden gegraven.
Tijdens Operatie Gegoten Lood gebruikten de ingenieurs de SDF om schachten te doorbreken en ladingen te vernietigen, 5 keer, waarvan 4 keer in de bebouwde kom. Na de operatie verzocht de IDF om te worden uitgerust met soortgelijke systemen, gemaakt in de Verenigde Staten.